# Скуби-Ду и Духът на вещицата
„Скуби-Ду и Духът на вещицата“ (на английски: Scooby-Doo! and the Witch's Ghost) е американски и японски анимационен филм, създаден през 1999 г. Продуциран е от Warner Bros. Animation. Филмът е базиран на книга.

## Сюжет
Внимание:  Текстът по-долу разкрива сюжета на произведението (или части от него)!
Скуби-Ду и бандата са се маскирали като исторически личности, в исторически музей. След като той затваря врати две мумии, излезли от гробовете си, се опитват да заловят уредника на музея. Скуби-Ду и Шаги са подготвени с капан, но той не успява. След кратка гонитба в музея, с помощта на автор на име Бен Рейвънкрофт, бандата залавя мумиите. Те се оказват археолози, от прекратен музеен проект, които искат отмъщение. След като бандата се запознава Рейвънкрофт, той ги кани в родния си град. Всички от групата са съгласни. След като пристигат, с неоправдани очаквания за спокоен град, разбират, че прапрабабата на писателя, Сара Рейвънкрофт, която е екзекутирана като вещица, тормози града, защото в него е построено политанско село (място, където е възстановен обществения живот от стари времена на града). Бен развежда бандата из града, а след това я води в дома си, където ѝ разказва повече за прапрабаба си, която той определя като чародейка, използваща природните сили за добро. Писателят разказва още, че той търси дневника ѝ, в който тя е написала всичките си пациенти. Ако той го намери, Бен ще може да изчисти името на баба си. Междувременно Скуби-Ду и Шаги са изпратени на пиршество, което е на сметката на щедрия писател. Докато всички жители и посетители на града чакат духа на Сара, Скуби-Ду и Шаги приключват с пиршеството, но когато се връщат към приятелите си, те са подгонени от духа на Сара Рейвънкрофт. След като двамата приятели се блъскат в останалата част от бандата, те им разказват за случката, но духът вече е безследно изчезнал, за да го заловят. Групата отива на репетиция на „Малките вещици“, където се запознават с тях. Скуби-Ду, Шаги, Велма и Бен намират кален път, със следи от гуми, в края на когото заварват кмета на града, който излиза от някаква барака. Велма, с помощта на Бен Рейвънкрофт, се промъква в бараката, Скуби-Ду и Шаги проследяват кмета до сграда, където се натъкват на духа на Сара Рейвънкрофт, която ги подгонва, а Дафни и Фред проследяват едно от момичетата на „Малките вещици“, което прави необичаен ритуал. След разследването цялата група се събира и прави план за залавянето на вещицата. Когато я залавят, мистерията е разкрита, но тогава Бен Рейвънкрофт открива дневника на баба си и се оказва, че тя наистина е била вещица и сега той иска да я върне към живота за да го превърне в зъл вещер. Той и Сара Рейвънкрофт се връщат в книгата, победени от Торн, която е отчасти Уикън. Накрая бандата и жители на града празнуват на концерт на „Малките вещици“.

## Актьорски състав
- Скот Инес – Скуби-Ду и Шаги
- Франк Уелкър – Фред
- Мери Кей Бъргман – Дафни
- Би Джей Уорд – Велма
- Тим Къри – Бен Рейвънкрофт
- Дженифър Хейл – Торн
- Нийл Рос – кмет Кори
- Джейн Уийдлин – Здрач
- Кимбърли Брукс – Луна
- Трес Макнийл – Сара Рейвънкрофт
- Боб Джолс – Джак
- Питър Ренадей – господин Макнайт

## „Скуби-Ду и Духът на вещицата“ в България
Филмът е излъчен за първи път на 25 декември 2009 г. по Диема Фемили.
На 12 януари 2013 г. е излъчен по Cartoon Network.